# Llengües viètiques
Les llengües viètiques formen una branca de les llengües austroasiàtiques. La branca també s'anomenà originàriament també việt-mường, annamita-muong i vietnamuong, tot i que actualment aquest nom es reserva per la subbranca demogràficament més important que inclou el vietnamita i el mường.
Moltes llengües viètiques tenen sistemes tonals a mig camí entre el de les llengües việt-mường i el d'altres branques austroasiàtiques que no tenen una influència important del sinític o del tai. El vietnamita modern té influència del xinès en vocabulari i en el sistema tonal. El vocabulari sinovietnamita està entre el 30 i el 60% del vocabulari total, depenent de la temàtica i l'estil. El xinés ha estat històricament la influència primordial del vietnamita.

## Orígens
A partir de la diversitat lingüística, la zona d'origen de les llengües viètiques es troba a les actuals províncies de Bolikhamxai i Khammouan a Laos, així com parts de les províncies de Nghê An i Quảng Bình al Vietnam. El temps de diversificació d'aquesta branca seria d'uns 2.000 anys. L'avantpassat de l'idioma vietnamita es parlava originàriament a la zona del riu Roig en el que ara és el nord del Vietnam.
El vietnamita fou identificat com a llengua austroasiàtica a mitjan s. XIX, i actualment hi ha una evidència molt sòlida per a aquesta classificació. Ara el vietnamita és una llengua monosil·làbica, com el cantonés, i ha perdut moltes característiques fonològiques i morfològiques del protoaustroasiàtic. A més el vietnamita té una important contingent de lèxic de les llengües sinítiques i tai. Alguns autors, però, es resistiren a la hipòtesi que el vietnamita estava més estretament relacionat amb el khmer que amb el sinític o el tai. De tota manera, la gran majoria d'estudiosos expliquen aquestes semblances tipològiques com el resultat del contacte lingüístic i la influència cultural, més que no per relació filogenètica.

## Distribució
Els parlants de llengües viètiques, diferents del vietnamita, ocupen la zona veïna de Nakai-Nam Theun de Laos i el Vietnam nord-central (Chamberlain, 1998). Molts d'aquests són parlants de mường, nhà làng i nguồn. Chamberlain (1998) registra les ubicacions actuals a Laos per a aquestes ètnies viètiques:
- Nguon: Ban Pak Phanang: districte de Boualapha, Khammouan; n'hi ha alguns altres a Vietnam.
- Liha-Phong-Toum: districte de Khamkeut; originari probablement del nord de la frontera entre el nord de Nghe An i Khamkeut.
- Ahoe (thavung): originàriament es parlava al subdistricte de Na Tane, districte de Nakaiy, al llogaret de Ban Na Va al districte de Khamkeut; desplaçats des del districte d'Hinboun durant la guerra, i després reassentats a Nakai Tay (39 llars) i a Sop Hia (20 llars), a l'altiplà de Nakai.
- Thaveung (dialectes ahao i ahlao): molts llogarets prop de Lak Xao; probablement originaris de la zona de Na Heuang.
- Cheut: Ban Na Phao i Tha Sang (districte de Boualapha); probablement altres parlants a Pha Song, Vang Nyao, Takaa; originaris de Hin Nam No i Vietnam.

Al Vietnam, algunes poblacions d'ètnies de les muntanyes parlants de llengües viètiques incloent els arem, rục, maliêng i mày (cươi), que foren reassentats a Cu Nhái (situats a l'oest de Quang Binh o al sud-oest del districte de Huong Khe a Ha Tinh). Els sách també es troben al Vietnam.